# Assurdo (Anastasio)
Assurdo è un singolo del cantante e rapper italiano Anastasio, pubblicato il 14 gennaio 2022 come primo estratto dal secondo album in studio Mielemedicina.

## Descrizione
Il brano è stato scritto da Anastasio e composto dallo stesso rapper con Stefano Tartaglini e Angelo Trabace.

## Video musicale
Il video, diretto da Simone Rovellini, è stato reso disponibile il 20 gennaio 2022 attraverso il canale YouTube del rapper.

## Tracce
Testi e musiche di Marco Anastasio, Stefano Tartaglini e Angelo Trabace.
1. Assurdo – 3:05